# ماداهاپولاکاندا
ماداهاپولاکاندا (به لاتین: Madahapolakanda) یک منطقهٔ مسکونی در سری‌لانکا است که در استان مرکزی (سری‌لانکا) واقع شده‌است.